# Classe Ramadan
La classe Ramadan è una classe di motovedette missilistiche costruita nel Regno Unito per l'Egitto. Costruite in sei esemplari, entrarono in servizio nei primi anni ottanta.

## Storia

### Sviluppo
Le conseguenze della rottura tra l'Egitto e l'URSS a metà degli anni settanta comportarono molti problemi da risolvere, tra cui la necessità di aggiornare e potenziare la componente di unità navali leggere della marina, basata su 6 vedette della classe Osa, 4 Komar e 6 October, ovvero Komar costruite in Egitto con 2 missili Otomat.
Complessivamente furono realizzate sei unità, costruite dalla britannica Vosper Thornycroft, che entrarono in servizio nel biennio 1981-1982.

### Impiego operativo
Le sei unità sono le seguenti:
- 670 Ramadan (1981)
- 672 Khyber (1981)
- 674 El Kadesseya (1982)
- 676 El Yarmouk (1982)
- 678 Badr (1982)
- 680 Hettein (1982)

## Descrizione tecnica
Si tratta di navi con un dislocamento di 312 t ed una velocità massima di 35 nodi. La lunghezza è di 52 m, la larghezza di 7,6 e l'altezza di 2. L'equipaggio è di 31 elementi.
L'armamento è costituito da 4 missili Otomat, oltre che da un 1 cannone OTO da 76 mm e due Breda 40L70 da 40 mm per impiego antiaereo in torre binata.
La dotazione di guerra elettronica comprende un intercettore Cutlass, un jammer Cygnus e due 2 chaff Protean. Fanno inoltre parte delle dotazioni di bordo anche un radar da scoperta S820 e due ST802 per il tiro
La nave è motorizzata da quattro motori diesel MTU da 16.000 hp complessivi.